# Paratrigonidium vittatum
Paratrigonidium vittatum is een rechtvleugelig insect uit de familie krekels (Gryllidae). De wetenschappelijke naam van deze soort is voor het eerst geldig gepubliceerd in 1893 door Carl Brunner von Wattenwyl.